# 十個童女的比喻
十個童女的比喻是耶稣的一个比喻，被记载于《马太福音》第25章第1-13节。

## 內容
十可以看為整數，指着眾信徒。原文中這「童女」指着未婚的童女或童男，原意為性別不明的童身。十個童女手裡拿著燈等候新郎。因為新郎來遲，十個童女都打盹睡了，聰明的童女也睡了，但她們預備了足夠的油，所以半夜新郎的時候，燈仍是亮的。